# Улица Вайрога
Улица Ва́йрога (латыш. Vairoga iela) — улица в Видземском предместье города Риги, в микрорайоне Тейка.
В настоящее время начинается от Т-образного перекрёстка с Густава Земгала гатве и заканчивается Т-образным перекрёстком с улицей Кастранес; с другими улицами не пересекается.
Общая длина улицы — 504 метра. На всём протяжении имеет асфальтовое покрытие. Общественный транспорт по улице не курсирует.

## История
Улица Вайрога — одна из старейших улиц Тейки. Она возникла в начале XX века и впервые упоминается в 1913 году под названием «улица Феникса» (Feniksa iela, также Феникская). В то время она начиналась севернее Бривибас гатве, у нынешнего Чиекуркалнского моста, и проходила по нынешней Густава Земгала гатве, делая небольшой поворот в том месте, которое сегодня считается началом улицы Вайрога. В конце XX века бо́льшая часть улицы Вайрога была реконструирована и включена в новую городскую магистраль — Густава Земгала гатве.
Своими обоими названиями — как Феникса, так и Вайрога — улица обязана Рижскому вагоностроительному заводу, от стен которого она начиналась. Первоначально завод носил название «Феникс», а с 1936 года — «Вайрогс» (латыш. Vairogs — «Щит»). Вслед за заводом была переименована и улица; её нынешнее название встречается в документах с 1939 года.
В советское время переименований улицы не было.